# 半帶底鱂
半帶底鱂，為輻鰭魚綱鯉齒目鯉齒亞目底鱂科的其中一種，為溫帶淡水魚，分布於美國愛荷華州西部到懷俄明州東部的密蘇里河、堪薩斯州東南方與俄克拉荷馬州東北部中的Neosho河流域，體長可達9公分，棲息在植被生長的深潭、溪流迴水區底中層水域，生活習性不明。

## 擴展閱讀
維基物種上的相關：半帶底鱂